# Emmanuel Limozin
Emmanuel Limozin, né en 1996, à Nouméa en Nouvelle Calédonie. Il est un nageur français, membre du Cercle des nageurs de Calédonie puis du Cercle des nageurs de Marseille.

## Carrière
Emmanuel Limozin est médaillé de bronze du 4 x 200 mètres nage libre ainsi que du 4 x 100 mètres quatre nages mixte aux Championnats d'Océanie de natation 2012 à Nouméa.
Aux Jeux du Pacifique de 2015, Emmanuel Limozin est médaillé d'or du 4 x 50 mètres quatre nages mixte, médaillé d'argent du 4 x 100 mètres nage libre ainsi que du 4 x 200 mètres nage libre, médaillé de bronze du 4 x 50 mètres nage libre mixte, du 4 x 100 mètres quatre nages et du 200 mètres quatre nages.
Emmanuel Limozin est médaillé d'or du 100 mètres dos et du 200 mètres quatre nages et médaillé d'argent du 400 mètres quatre nages aux Jeux du Pacifique de 2019 à Apia. Il y remporte également la médaille d'or du 4 x 100 mètres nage libre et la médaille d'or du 4 x 200 mètres nage libre.
Il obtient la médaille d'or du 200 mètres quatre nages aux Championnats de France de natation en petit bassin 2019 à Montpellier.